# 长毛虎耳草
长毛虎耳草（学名：Saxifraga aristulata var. longipila）为虎耳草科虎耳草属下的一个变种。

## 扩展阅读
- 維基物種上的相關：长毛虎耳草